# West Point (Wisconsin)
West Point – miasto w Stanach Zjednoczonych, w stanie Wisconsin, w hrabstwie Columbia.